# 03:34 Terremoto en Chile (película de 2011)
03:34 Terremoto en Chile es una película dramática chilena producida e ideada por Martin Rogers Catalán, productor audiovisual y cineasta chileno que arma un equipo para llevarla a cabo. Dirigida por Juan Pablo Ternicier y escrita por Mateo Iribarren que narra tres historias sobre el terremoto y posterior tsunami que afectaron a Chile el 27 de febrero de 2010.

## Trama
En la película se muestran tres historias de personas basadas en la vida real, que resultaron afectadas por el desastre.

### Primera historia
Trata de Alicia (Andrea Freund), una mujer recientemente divorciada que se encuentra en Pichilemu la noche del desastre, cuando el terremoto golpea la ciudad parte su rumbo a la ya devastada localidad de Dichato, visualizando la destrucción que dejó el evento en el país, en Dichato se encuentran sus dos hijos (Simón Bagioli y Benjamín Velásquez), quienes estaban pasando los últimos días de sus las vacaciones de verano con su padre Manuel (Marcelo Alonso), a su llegada, se entera de que Dichato (junto con gran parte de la costa sur del país) se vio arrasado por un tsunami, y que sus hijos están desaparecidos.

### Segunda historia
Se muestra la vivencia de un preso llamado Raúl (Fernando Gómez-Rovira), que se encuentra privado de libertad por el asesinato de su expareja, cuando ocurre el sismo escapa a penas del incendio en cárcel de Chillán junto con otros reos para ponerse en camino a Concepción, epicentro del terremoto, ya que su hija se encuentra en custodia de sus abuelos maternos, al llegar se entera de que el edificio Alto Río, lugar donde vivía su hija, colapso sobre uno de sus costados.

### Tercera historia
Se desarrolla en Dichato, donde Ana, Rafael y Felipe (Loreto Aravena, Eduardo Paxeco y Andrés Reyes), quienes disfrutaban de su último día de vacaciones en una fiesta, son testigos del poderoso movimiento y destrucción total tsunami que arrasa con el lugar.

## Elenco
| - Andrea Freund como Alicia. - Fernando Gómez-Rovira como Raúl. - Loreto Aravena como Ana. - Marcelo Alonso como Manuel. - Eduardo Paxeco como Rafael. - Roberto Farías como Maureira. - Andrés Reyes como Felipe. - Gabriela Medina como Abuela Fresia. - Hugo Medina como Abuelo. - María Paz Jorquiera como Francisca. - Berta Lasala como Tatiana. | - Remigio Remedy como Bombero. - Jorge Alís - José Luis Bouchon. - Natalia Aragonese como Daniela. - Claudio Castellón como Joaquín. - Ernesto Anacona. - Julio Fuentes. - Max Corvalán. - Mikuay Silva. - Benjamin Velázquez. - Simón Bagioli. |

## Producción
Martin Rogers Catalán, creador del proyecto, estuvo 9 meses recopilando vivencias, viajando a los lugares épicos del desastre, para luego conseguir todos los fondos económicos , permisos nacionales y formando el equipo de producción y técnicos para realizar la filmacion de su película. El rodaje de la cinta, que duró 40 días, comenzó el 20 de noviembre de 2010 en los mismos lugares donde ocurrió la tragedia con el apoyo del Consejo Nacional de la Cultura y las Artes y Carabineros de Chile, quienes ayudaron a registrar las zonas afectadas. El presupuesto del proyecto fue de 1,4 millones de dólares. Para acelerar la producción, la etapa de montaje se hizo durante la filmación. El proceso de posproducción comenzó las primeras semanas de 2011. El 50% de las utilidades correspondientes a la productora, generadas en las salas de cine chilenas, fueron donadas a las escuelas de la zona costera de las regiones Del Maule y Del Bío-Bío.
El primer avance de 03:34 se difundió por Internet el 17 de enero de 2011. El primer afiche (teaser) fue revelado en las redes sociales Facebook y Twitter el 21 de marzo de 2011, mientras que el póster final fue divulgado a través de los mismos medios el 6 de abril.

## Estreno
Aunque el filme sería preestrenado de manera privada en Concepción el 27 de febrero de 2011, justo un año después de acontecida la catástrofe, los constantes movimientos telúricos que afectaron a esa zona durante febrero llevaron a los productores a cancelar dicha función, dejando el estreno oficial para el jueves 7 de abril de 2011. No obstante, el 11 de marzo de 2011 se informó a través de la página oficial de 03:34 en Facebook que la fecha de estreno volvería a postergarse, esta vez para el 21 de abril, día en que comenzó a exhibirse en más de cincuenta salas de Chile. Tres días antes, el 18 de abril, se realizó el preestreno en el Cinemundo de Los Domínicos, en Santiago, evento al que asistieron diversas autoridades, incluyendo al presidente de Chile Sebastián Piñera. El martes 19 de abril se realizaron otros tres preestrenos: uno en el Cinemark del Mall Plaza del Trébol de Concepción, otro en el Cinemark del Mall Plaza Vespucio y el último en el Cine Huérfanos de Santiago.
El 29 de abril de 2011, 03:34 fue presentada en el Rapa Nui Film Festival, realizado en Isla de Pascua, donde obtuvo el Premio del Público. En julio de 2011, fue exhibida en el Festival de Cine Latino de Los Ángeles, Estados Unidos, y en octubre fue mostrada en el Festival Latino de Finlandia. El domingo 4 de marzo de 2012 a las 22:00, Chilevisión emitió por primera vez 03:34 en la televisión abierta de Chile. El 20 de marzo de 2013 fue estrenada con veinticinco copias en Perú.
En Chile, 03:34 fue lanzada en formato DVD en enero de 2012. También estuvo disponible en el servicio video on demand de VTR y Bazuca.com.

## Recepción

### Taquilla
En su día de estreno, el jueves 21 de abril de 2011, 03:34 fue vista por 12.000 personas. Durante su primer fin de semana, el número de espectadores sumó 57.539. Luego de seis semanas en la cartelera chilena, la cantidad llegó a los 181.875.

### Crítica
Luego de su estreno, 03:34 Terremoto en Chile cosechó críticas mixtas. El especialista Wladimyr Valdivia, del sitio web El Otro Cine, alabó las actuaciones de Roberto Farías y Fernando Gómez-Rovira, pero criticó el ritmo narrativo, los diálogos y la sobreactuación de algunos personajes secundarios. Christian Ramírez, del diario El Mercurio, aclamó los efectos especiales en las escenas donde se recrea el terremoto y la decisión de los realizadores de rodar la película en los mismos sitios de la tragedia, mas lamentó el disparejo nivel del reparto, los diálogos y la forzada conexión de las tres historias al final. Gabriela González, de la web CineChile, cuestionó la verosimilitud de la trama y criticó el forzado dramatismo del guion, el cual, según ella, enlodaba la capacidad histriónica de actores como Hugo Medina y Gabriela Medina. También destacó el desequilibrio entre las tres historias, no obstante, consideró que la cinta tenía momentos conmovedores gracias a las actuaciones de Andrea Freund y Fernando Gómez-Rovira. Por último, alabó la ambientación y la utilización de recursos fílmicos y sonoros para recrear el momento del sismo. Fernando Olmos, de la revista digital española Culturamas, destacó la interpretación de Andrea Freund y aclamó la escena del terremoto. Carlos Salazar, del diario La Segunda, opinó que era el terremoto quien impulsaba la película en desmedro de los personajes, a quienes calificó de «flojos», sin embargo, destacó la participación de Roberto Farías. También reprobó el libreto y consideró que la fotografía era preciosista, pero aclamó los efectos especiales y el uso del colapsado edificio Alto Río, en Concepción, como escenario.

### Reconocimientos
En marzo de 2012, 03:34 obtuvo el premio a la mejor ópera prima en el Festival Internacional de Cinema de Cataluña. En enero de 2012 la película ingresó al archivo de la Biblioteca del Congreso de Estados Unidos.